# کاریانه کریستیانسن
کاریانه کریستیانسن (انگلیسی: Karianne Christiansen; ۲۴ فوریهٔ ۱۹۴۹ – ۳۰ اکتبر ۱۹۷۶) ورزشکار اسکی آلپاین اهل نروژ بود.